# Avro 531 Spider
Avro 531 Spider là một loại máy bay tiêm kích của Anh, do hãng Avro chế tạo trong Chiến tranh thế giới I.

## Tính năng kỹ chiến thuật (531)
Dữ liệu lấy từ Avro Aircraft since 1908 
Đặc điểm tổng quát
- Kíp lái: 1
- Chiều dài: 20 ft 6 in (6.25 m)
- Sải cánh: 28 ft 6 in (8.69 m)
- Chiều cao: 7 ft 10 in (2.39 m)
- Diện tích cánh: 189 ft2 (17.6 m2)
- Trọng lượng rỗng: 963 lb (437 kg)
- Trọng lượng có tải: 1.517 lb (688 kg)
- Động cơ: 1 × Clerget 9B, 130 hp (97 kW)

Hiệu suất bay
- Vận tốc cực đại: 120 mph (193 km/h)
- Tầm bay: 250 dặm (400 km)
- Trần bay: 19.000 ft (5.970 m)
- Vận tốc lên cao: 1.250 ft/min (6,4 m/s)

Vũ khí trang bị
- 1 × Súng máy Vickers.303 in (7,7 mm)